# 更木村 (岩手県)
更木村（さらきむら）は、1954年（昭和29年）まで岩手県和賀郡にあった村。現在の北上市更木・臥牛にあたる。

## 地理
- 河川：北上川

## 沿革
- 1889年（明治22年）4月1日 - 町村制施行にともない、更木村と臥牛村が合併して新制の東和賀郡更木村が発足。
- 1897年（明治30年）4月1日 - 郡の統合により東和賀郡と西和賀郡が合併し、和賀郡が復活[1]。和賀郡鬼柳村となる。
- 1954年（昭和29年）4月1日 - 黒沢尻町・飯豊村・鬼柳村・二子村および胆沢郡相去村・江刺郡福岡村と合併し、北上市となる。

## 行政
- 歴代村長

| 代 | 氏名         | 就任                      | 退任                      | 備考 |
| -- | ------------ | ------------------------- | ------------------------- | ---- |
| 1  | 千田善重郎   | 1889年（明治22年）5月     | 1894年（明治30年）5月     |      |
| 2  | 藤村精一     | 1894年（明治30年）5月26日 | 1899年（明治32年）8月14日 |      |
| 3  | 藤巻長作     | 1899年（明治32年）9月6日  | 1900年（明治33年）1月4日  |      |
| 4  | 八重樫三郎   | 1900年（明治33年）1月27日 | 1908年（明治41年）1月26日 |      |
| 5  | 千田兵治郎   | 1908年（明治41年）1月27日 | 1908年（明治41年）7月12日 |      |
| 6  | 小菅新吉     | 1908年（明治41年）8月26日 | 1909年（明治42年）8月30日 |      |
| 7  | 八重樫万次郎 | 1909年（明治42年）9月13日 | 1917年（大正6年）9月17日  |      |
| 8  | 千田昌寿     | 1918年（大正7年）1月15日  | 1921年（大正10年）1月31日 |      |
| 9  | 千田甚太郎   | 1921年（大正10年）3月14日 | 1925年（大正14年）3月13日 |      |
| 10 | 福盛田乙五郎 | 1925年（大正14年）3月14日 | 1929年（昭和4年）3月13日  |      |
| 11 | 八重樫万次郎 | 1929年（昭和4年）3月14日  | 1932年（昭和7年）3月22日  | 再任 |
| 12 | 千田甚太郎   | 1932年（昭和7年）4月26日  | 1936年（昭和11年）4月25日 | 再任 |
| 13 | 千田善内     | 1936年（昭和11年）5月8日  | 1940年（昭和15年）7月19日 |      |
| 14 | 千田甚太郎   | 1940年（昭和15年）8月20日 | 1945年（昭和20年）1月10日 |      |
| 15 | 中村万右ェ門 | 1945年（昭和20年）2月18日 | 1946年（昭和21年）3月5日  |      |
| 16 | 千田胤雄     | 1947年（昭和22年）4月6日  | 1954年（昭和29年）3月31日 |      |

## 体裁調整
1. ↑  『官報』第3822号、明治29年3月30日。